# تعكر أحيائي

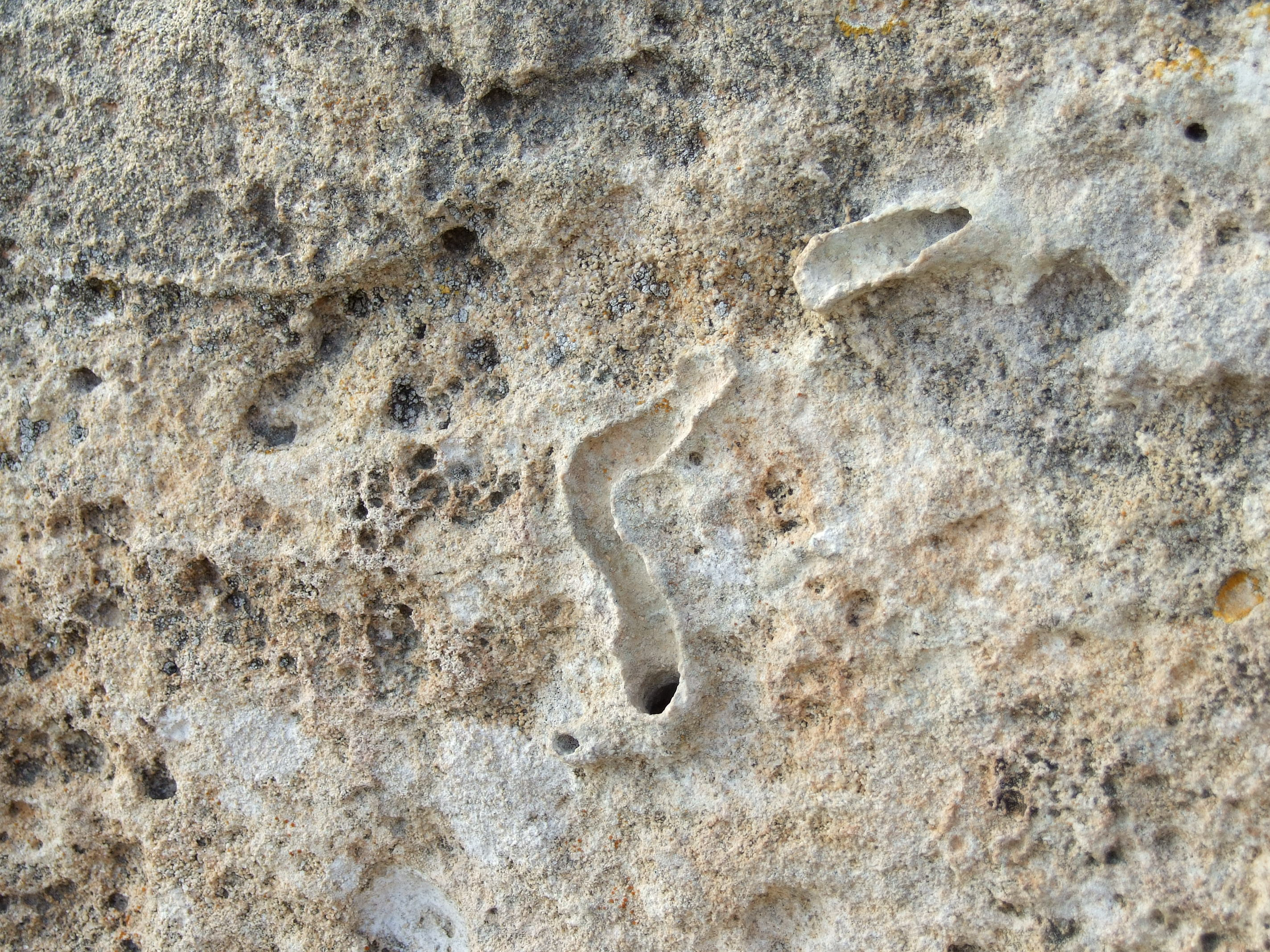

التعكر الأحيائي أو الاضطراب الأحيائي (بالإنجليزية: Bioturbation)‏، هو تحريك أو خلط الرواسب أو التربة بفعل الكائنات الحية من حيوانات ونباتات، لاسيما تلك الكائنات التي تحفر الأرض، ويشمل آثاره تغيير نسيج الرواسب، والري الحيوي، وتشريد الكائنات الحية الدقيقة والجسيمات غير الحية.